# MaliVai Washington
MaliVai Washington (ur. 20 czerwca 1969 w Glen Cove) – amerykański tenisista, reprezentant w Pucharze Davisa, olimpijczyk z Atlanty (1996).
Kariery zawodowej w tenisie próbowało także jego rodzeństwo. Brat Mashishka (ur. 19 grudnia 1974 w Delray Beach) nie osiągnął większych sukcesów, bardziej udanie startowała siostra, Mashona.
W 2009 roku otrzymał nagrodę Arthur Ashe Humanitarian Award (Nagroda Arthura Ashe).

## Kariera tenisowa
Kariera zawodowa Afroamerykanina Washingtona, tenisisty praworęcznego z oburęcznym bekhendem, przypadła na lata 1989–1999. Zarobił ponad trzy miliony dolarów.
W 1990 znalazł się po raz pierwszy w czołowej setce rankingu, a w sierpniu t.r. pokazał się z dobrej strony w turnieju w New Haven, gdzie w drodze do 1/8 finału pokonał Ivana Lendla, który tydzień wcześniej utracił pozycję lidera rankingu światowego. Przełomowy w karierze Washingtona okazał się sezon 1992 – wygrał 2 turnieje (Memphis w finale z Wayne'em Ferreirą; Charlotte, w finale z Claudiem Mezzadrim), był w dalszych 4 finałach (Auckland, Tampa, oba przegrane z Jaime'em Yzagą; Manchester, przegrany z Jacco Eltinghiem; New Haven, porażka ze Stefanem Edbergiem), osiągnął ponadto półfinały w Wellington, Scottsdale, Waszyngtonie, Canadian Open i Lyonie. Na US Open dotarł do 4 rundy, ulegając w pięciu setach Michaelowi Changowi (pokonał tego gracza wcześniej w sezonie). Na turnieju w New Haven pokonał 5. zawodnika rankingu światowego, Gorana Ivaniševicia. Wyniki te zapewniły mu najwyższą pozycję rankingową w karierze – w październiku 1992 został sklasyfikowany na 11. miejscu na świecie.
W sezonie 1993 Washington grał nieco mniej skutecznie, ale osiągnął kolejne 2 finały, w tym w Key Biscayne (przegrał z Pete’em Samprasem). Regularne starty w najważniejszych turniejach (Australian Open i French Open 4 runda, Wimbledon 2 runda, US Open 3 runda) zapewniły mu miejsce w niepunktowanym, ale dobrze płatnym Pucharze Wielkiego Szlema w Monachium, gdzie odpadł w pierwszym meczu z Michaelem Stichem. Udany występ zaliczył nieco wcześniej na dużym turnieju halowym w Sztokholmie, gdzie osiągnął półfinał po zwycięstwach m.in. nad Amosem Mansdorfem, Borisem Beckerem (trzeciego zawodnika rankingu Washington pokonał 6:1, 6:3) i Wayne'em Ferreirą.
W styczniu 1994 dotarł do ćwierćfinału Australian Open, pokonując m.in. wicelidera rankingu Michaela Sticha i wracającego do tenisa Matsa Wilandera; przegrał z Toddem Martinem (późniejszym finalistą). W dalszej części sezonu dochodził kilkakrotnie do półfinałów i ćwierćfinałów turniejowych, a w październiku 1994 wygrał turniej w Ostrawie, po finale z Arnaudem Boetschem.
W sezonie 1995, jesienią, w turniejach halowych w Ostrawie (gdzie bronił tytułu) i Essen awansował do finałów. W Ostrawie uległ w finale Wayne’owi Ferreirze, a w Essen, gdzie pokonał po drodze m.in. Andre Agassiego (nr 1. na świecie) i Thomasa Enqvista (nr 9.), w finale lepszy od Washingtona okazał się Thomas Muster.
W 1996 Amerykanin wygrał turniej w Bermuda, gdzie żaden z jego rywali nie był klasyfikowany w czołowej setce, a poza przeciwnikiem finałowym (Marcelem Filippinim, nr 105. na świecie) – nawet w gronie najlepszych 300 graczy rankingu. Regularne wyniki turniejowe zapewniały mu stałe miejsce w szerokiej czołówce, około 20–30. pozycji w rankingu.
W czerwcu i lipcu 1996 nierozstawiony Washington pokonał podczas Wimbledonu kolejno Richarda Fromberga, Thomasa Enqvista, Bohdana Ulihracha, Paula Haarhuisa, Alexa Rădulescu i Todda Martina w drodze do swojego jedynego finału wielkoszlemowego. Podczas ćwierćfinału z Radulescu i półfinału z Martinem bronił piłki meczowe. Radulescu zmienił decyzję sędziowską na korzyść Washingtona w jednym z kluczowych momentów meczu, a Martin w piątym secie prowadził już 5:1, by ostatecznie przegrać 8:10. Washington, drugi czarnoskóry finalista Wimbledonu po Arthurze Ashe, w decydującym meczu nie sprostał Richardowi Krajickowi przegrywając 3:6, 4:6, 3:6.
Amerykański tenisista w kolejnych latach zmagał się z kontuzjami, co wykluczało go na miesiące ze startów turniejowych. Nie zdołał osiągnąć już żadnego finału, w 1997 wypadł z czołowej setki. W grudniu 1999 zdecydował się na zakończenie kariery sportowej.
Jako deblista udzielał się rzadziej. Najwyżej był sklasyfikowany w kwietniu 1992 na nr 172. pozycji, a jedyny finał turniejowy osiągnął w 1995 w Bogocie (w parze ze Steve’em Campbellem).
Bronił barw narodowych w Pucharze Davisa, ale nie był podstawowym zawodnikiem kadry – w latach 1993–1997 wystąpił w 3 meczach międzypaństwowych. Grał wyłącznie w grze pojedynczej, wygrał 3 mecze, przegrał 2. W 1997 pokonał Gustava Kuertena, który kilka miesięcy później wygrał wielkoszlemowy turniej French Open. Ponadto Washington występował w Drużynowym Pucharze Świata (1995), a na igrzyskach olimpijskich w Atlancie (1996) dotarł do ćwierćfinału, gdzie przegrał z Sergim Bruguerą.
Washington osiągnął swój największy sukces – finał Wimbledonu – na kortach trawiastych, ale nie dysponował szczególnie mocnym serwisem ani nie atakował za często przy siatce. Preferował grę z głębi kortu. Po zakończeniu kariery zajął się m.in. komentowaniem tenisa w telewizji ESPN. Jeszcze jako aktywny zawodnik powołał w 1994 do życia MaliVai Washington Kids Foundation, promującą tenis wśród młodzieży afroamerykańskiej.

### Finały w turniejach ATP World Tour
| Legenda                                      |
| -------------------------------------------- |
| Wielki Szlem                                 |
| Igrzyska olimpijskie                         |
| Tennis Masters Cup / ATP Finals              |
| ATP Masters Series / ATP Tour Masters 1000   |
| ATP International Series Gold / ATP Tour 500 |
| ATP International Series / ATP Tour 250      |

#### Gra pojedyncza (4–9)
| Końcowy wynik | Nr | Data                 | Turniej           | Nawierzchnia    | Przeciwnik        | Wynik finału          |
| ------------- | -- | -------------------- | ----------------- | --------------- | ----------------- | --------------------- |
| Finalista     | 1. | 12 stycznia 1992     | Auckland          | Twarda          | Jaime Yzaga       | 6:7(5), 4:6           |
| Zwycięzca     | 1. | 16 lutego 1992       | Memphis           | Twarda (hala)   | Wayne Ferreira    | 6:3, 6:2              |
| Finalista     | 2. | 19 kwietnia 1992     | Tampa             | Ceglana         | Jaime Yzaga       | 6:3, 4:6, 1:6         |
| Zwycięzca     | 2. | 10 maja 1992         | Charlotte         | Ceglana         | Claudio Mezzadri  | 6:3, 6:3              |
| Finalista     | 3. | 21 czerwca 1992      | Manchester        | Trawiasta       | Jacco Eltingh     | 3:6, 4:6              |
| Finalista     | 4. | 23 sierpnia 1992     | New Haven         | Twarda          | Stefan Edberg     | 6:7(4), 1:6           |
| Finalista     | 5. | 17 stycznia 1993     | Auckland          | Twarda          | Aleksandr Wołkow  | 6:7(2), 4:6           |
| Finalista     | 6. | 21 marca 1993        | Miami             | Twarda          | Pete Sampras      | 3:6, 2:6              |
| Zwycięzca     | 3. | 16 października 1994 | Ostrawa           | Dywanowa (hala) | Arnaud Boetsch    | 4:6, 6:3, 6:3         |
| Finalista     | 7. | 15 października 1995 | Ostrawa           | Dywanowa (hala) | Wayne Ferreira    | 6:3, 4:6, 3:6         |
| Finalista     | 8. | 29 października 1995 | Essen             | Dywanowa (hala) | Thomas Muster     | 6:7(6), 6:2, 3:6, 4:6 |
| Zwycięzca     | 4. | 21 kwietnia 1996     | Bermudy           | Ceglana         | Marcelo Filippini | 6:7(6), 6:4, 7:5      |
| Finalista     | 9. | 7 lipca 1996         | Wimbledon, Londyn | Trawiasta       | Richard Krajicek  | 3:6, 4:6, 3:6         |

#### Gra podwójna (0–1)
| Końcowy wynik | Nr | Data             | Turniej | Nawierzchnia | Partner        | Przeciwnicy           | Wynik finału |
| ------------- | -- | ---------------- | ------- | ------------ | -------------- | --------------------- | ------------ |
| Finalista     | 1. | 17 września 1995 | Bogota  | Ceglana      | Steve Campbell | Jiří Novák David Rikl | 6:7, 2:6     |